# 1Amstelveen
1Amstelveen, voorheen RTVA, is de publieke lokale omroep binnen de gemeente Amstelveen, en verzorgt nieuws en programma's via de website, televisie en sociale media. 
De omroep is aangesloten bij de belangenorganisatie Nederlandse Publieke Lokale Omroepen (NLPO) en legt verantwoording af aan het Commissariaat voor de Media.

## Historie
Tussen 1986 en 2004 was Amstelveen Lokaal de lokale omroep van Amstelveen. Door vrijwilligers werd radio gemaakt op de frequenties 107.2 FM in de ether en 102.8 FM op de lokale kabel.
In 2004 wees het Commissariaat voor de Media de vergunning toe aan het nieuwe STRAAL (Stichting Televisie Radio Amstelveen Anders Lokaal). Onder de naam AV1 begon de omroep in 2005 met televisie-uitzendingen vanuit het voormalige gebouw van het Nutsbedrijf aan de Laan van de Helende Meesters. Financiële problemen en interne conflicten leidde ertoe dat een structurele programmering nooit van de grond kwam.
Op aandringen van de gemeenteraad werd in 2008 een nieuw bestuur aangesteld dat grootschalige vernieuwingen doorvoerde. Onderdeel daarvan was een naamswijziging naar RTV Amstelveen en de intrek in een nieuw pand aan de Orion in Middenhoven. Daar werd geïnvesteerd in nieuwe uitzendapparatuur en werd vanaf blanco het nieuwe televisiestation ontwikkeld. In het voorjaar van 2010 gingen de eerste uitzendingen van start.
Kern van de programmering was een wekelijks nieuwsoverzicht, aangevuld met magazine, kunst- en natuurprogramma's. De frequentie werd na twee jaar opgevoerd naar een dagelijks nieuwsprogramma, gepresenteerd vanuit een studio.
In 2015 werd de roepnaam gewijzigd naar RTVA en werd een koerswijziging ingezet naar online nieuws. De werkwijze om nieuws eerst op televisie te brengen en daarna online werd omgedraaid en er kwam een vernieuwde website met responsive layout voor mobiel gebruik.
De omroep stopte in 2021 zelf met maken van radio, en geeft op haar frequentie sindsdien Jamm FM uit buurtgemeente Ouder-Amstel door waar het een samenwerking mee is aangegaan.
In 2023 wijzigde de omroep haar naam in 1Amstelveen.

## Televisieprogramma's
- 1Amstelveen aan Tafel
- De 8 van Amstelveen
- Amstelveen for everybody
- Beslist
- Mening op de markt
- Ondertussen in Amstelveen
- Stem van de Straat

## Voorgangers
- Amstelveen Lokaal (1986-2004)
- STRAAL (2004-2008)

## Medewerkers
- Joy Ellen Bos
- Astrid de Craen
- Jelle de Graaf
- Peter Grifhorst
- Mathijs Groenewoud (tevens hoofdredakteur)
- Martijn Heus
- Ritika Mehra
- Roel Smit.

### Oud-medewerkers
- Evita Mac-nack
- Marloes Lemsom
- Sil van der Wees
- Bert Kuizenga